# Mark Hellinger
Mark Hellinger (21 de marzo de 1903 – 21 de diciembre de 1947) fue un periodista, columnista teatral y productor cinematográfico de nacionalidad estadounidense.

## Biografía

### Inicios y carrera
Hellinger, perteneciente a una familia judía ortodoxa, nació en la ciudad de Nueva York. Cuando tenía quince años, organizó una huelga estudiantil en el Townsend Harris High School, siendo expulsado por su acción y finalizando así su educación formal.
En 1921, Hellinger empezó a trabajar como camarero y cajero en un nightclub de Greenwich Village, teniendo entre sus fines conocer a gente del mundo del teatro. Más adelante fue empleado por Lane Bryant para escribir correo directo destinado a la venta de ropa para mujeres obesas y embarazadas. Al año siguiente inició su carrera periodística, siendo reportero de Zit's Weekly, una publicación teatral para la que trabajó dieciocho meses.
En 1923, Hellinger pasó a trabajar al New York Daily News. En julio de 1925 se le asignó la columna About Town, publicada los domingos, y que los editores deseaban dedicar a noticias y cotilleo del mundo teatral del circuito de Broadway. En vez de ello, Hellinger llenó la columna con historias cortas del estilo de las de O. Henry. Cuando las columnas motivaron una cantidad considerable de correo de seguidores, recibió permiso para continuar con la idea. Tres años más adelante escribió una columna diaria titulada Behind the News. Gracias a sus actividades, Hellinger tuvo la oportunidad de trabar amistad con figuras como Walter Winchell, Florenz Ziegfeld, Texas Guinan, Dutch Schultz, y Legs Diamond.
En noviembre de 1929 Hellinger pasó al New York Daily Mirror. Además de escribir columnas diarias y dominicales, él contribuyó con sketches a las revistas musicales Ziegfeld Follies, escribió obras teatrales, publicó artículos en revistas, produjo dos colecciones de historias cortas (Moon Over Broadway en 1931, y The Ten Million en 1934), y colaboró en el guion de Broadway Bill con Robert Riskin.

### Últimos años
En 1937, las columnas escritas por Hellinger llegaron a publicarse en 174 periódicos. Ese mismo año fue contratado por el productor Jack Warner, y en 1939 Hellinger escribió el argumento de la película de gánsteres protagonizada por James Cagney y dirigida por Raoul Walsh Los violentos años veinte, que se basaba en sus experiencias durante esos años. 
Debido a una dolencia cardiaca congénita, a Hellinger se le rechazó en varias ocasiones su solicitud de servir activamente durante la Segunda Guerra Mundial. En vez de ello, y durante un breve período, trabajó como corresponsal de guerra, escribiendo historias de interés humano relacionadas con la tropa.

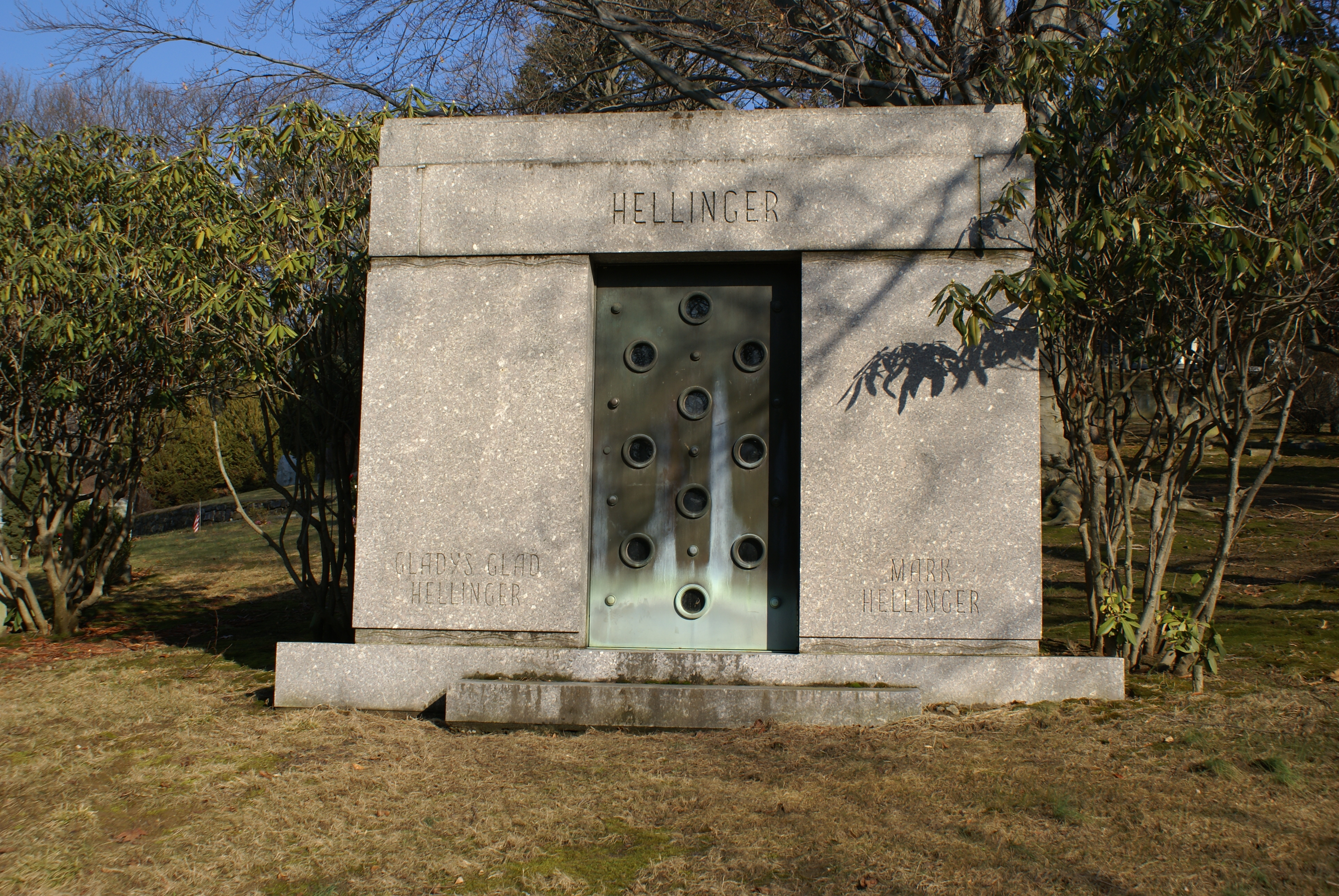
Tumba de Mark y Gladys Hellinger

Otras películas rodadas en Hollywood en las que colaboró Hellinger son They Drive by Night, High Sierra, Thank Your Lucky Stars, The Horn Blows at Midnight, Fuerza bruta, The Two Mrs. Carrolls, y The Naked City, la cual él también narró. El film fue estrenado varias semanas después de la muerte de Hellinger, recibiendo su trabajo positivas críticas en el New York Times redactadas por Bosley Crowther.
Su trabajo en The Killers, le valió a Hellinger recibir en 1947 el Premio Edgar a la mejor película.

### Vida personal
En 1926, Hellinger era uno de los jueces del concurso de belleza patrocinado por el Daily News. La ganadora fue una corista de los shows Ziegfeld, Gladys Glad, que se casó con Hellinger el 11 de julio de 1929. Se divorciaron en 1932, pero al cabo de un año volvieron a casarse en la misma fecha de su primera boda. La pareja permaneció unida hasta la muerte del escritor, ocurrida en 1947 a causa de un infarto agudo de miocardio en el Hospital Cedars of Lebanon, en Los Ángeles, California. Fue enterrado en un mausoleo privado en el Cementerio de Sleepy Hollow el día de Nochebuena.
Anualmente se concede el Premio Hellinger, que se otorga al prometedor estudiante de periodismo de la Universidad de San Buenaventura. Fue fundado en 1960 por el columnista Jim Bishop en memoria de su mentor. Bishop también escribió una biografía de Hellinger titulada The Mark Hellinger Story: A Biography of Broadway and Hollywood.